# 3377 Lodewijk
3377 Lodewijk este un asteroid din centura principală, descoperit pe 24 septembrie 1960 de PLS.